# Parvitergum fuscipenne
Parvitergum fuscipenne är en tvåvingeart som beskrevs av Freeman 1961. Parvitergum fuscipenne ingår i släktet Parvitergum och familjen fjädermyggor. Inga underarter finns listade i Catalogue of Life.